# Petelia circularia
Astygisa circularia là một loài bướm đêm trong họ Geometridae.